# Kollaps
Kollaps – debiutancki album studyjny zespołu Einstürzende Neubauten, wydany 5 października 1981 roku nakładem wytwórni ZickZack.

## Utwory
1. Tanz Debil – 3:23
2. Steh auf Berlin – 3:47
3. Negativ Nein – 2:27
4. U-Haft Muzak – 3:41
5. Draussen ist feindlich – 0:49
6. Hören mit Schmerzen – 2:32
7. Jet’m – 1:24
8. Kollaps – 8:04
9. Sehnsucht – 1:21
10. Vorm Krieg – 0:20
11. Hirnsäge – 1:55
12. Abstieg & Zerfall – 4:28
13. Helga – 0:39

### Utwory dodatkowe
- Schiess euch ins Blut – 3:06
- Negativ Nein (Live at Tempodrom / Berlin, 26.06.1987) – 4:37

#### Stahldubversions
1. Rohrbombe – 1:02
2. Futuristischer Dub – 1:03
3. Sado-Masodub – 3:11
4. Liebesdub – 1:29
5. Spionagedub – 2:12
6. Mikrobendub – 1:46
7. Gastarbeiterdub – 2:47
8. Rivieradub – 2:46
9. Lünebest – 1:58

## Skład
- Blixa Bargeld
- N.U. Unruh
- F.M. Einheit